# Nezávislá škola
Nezávislá škola (anglicky Independent nebo Public school) ve Velké Británii, je škola, která je závislá pro své financování na nevládních zdrojích. Ve Velké Británii se v současné době nachází více než 2500 nezávislých škol, které vyučují kolem 615 000 studentů. V tomto odvětví se termín nezávislá škola vždy používal k popisu školy, která vzdělává studenty na středoškolské úrovni – původ tohoto termínu je sporný. Může to být proto, že tyto školy, které byly ve většině případů založeny pro charitativní účely, se vyvinuly v instituce přístupné všem za podmínky uhrazení školného. Eventuálně termín může pocházet z faktu, že školy měly za úkol připravit studenty na práci ve státní službě („public office“). V každém případě byl po několik let tento termín populárním všeobecným názvem pro dívčí, chlapecké, či koedukační nezávislé školy, které poskytovaly vzdělání žákům ve věku od 13 do 18 let.
„Mnoho nezávislých škol je internátního typu, buď plně nebo částečně. Tudíž je do značné míry vzdělání na nezávislých školách, spíše než finanční status, stále definující charakteristikou pro vyšší a střední třídy společenské vrstvy, které se dodatečně snaží najít lepší vzdělání než to, které je poskytované státem.“

## Nezávislé školy v Anglii
Nezávislá školní rada (The Independent School Council-ISC), složena ze sedmi přidružených organizací, reprezentuje 1283 škol, které dohromady vzdělávají přes 80% žáků ve Velké Británii ze sektoru nezávislých škol. Ty školy, které jsou členy ISC, jsou kontrolované na základě smlouvy mezi ISC, Department for Education and Skills a Office for Standards in Education. Nezávislé školy, které nespadají pod ISC v Anglii a nezávislé školy autorizované k ISC ve Skotsku, Walesu a Severním Irsku jsou kontrolovány přes národní inspektorát každé země.

## Nezávislé školy ve Skotsku
Nezávislé školy ve Skotsku vzdělávají kolem 31000 studentů. I když mnohé z těchto škol jsou členy ISC, jsou také representovány Skotskou Radou Nezávislých Škol (the Scottish Independant Schools Council), která je uznávaná skotskou vládou za skupinu reprezentující nezávislé školy ve Skotsku.

## Výběr a podmínky
Nezávislé školy se mohou svobodně rozhodnout ve svém výběru studentů (což se stalo předmětem legislativy proti všem možným formám diskriminace). V dnešní době se většina škol neohlíží na kontakty, které rodina studenta má, kromě sourozence který se právě na škole vzdělává. Přestože výhodu může mít student, který ma sportovní či hudební nadání, důležitá je akademická schopnost dítěte a finanční zázemí (rodiče musí zaplatit až £27500 ročně za studenta bydlícího na koleji). Někteří rodiče jsou schopni udělat neskutečné oběti, aby mohli poslat své děti na tyto školy, protože tamějši výuka je považována za akademicky výhodnou a také nabízí kulturní, sociální a profesionální výhody, stejně jako rozsáhlý výběr sportovních, hudebních a uměleckých aktivit.